# Ship (banda)

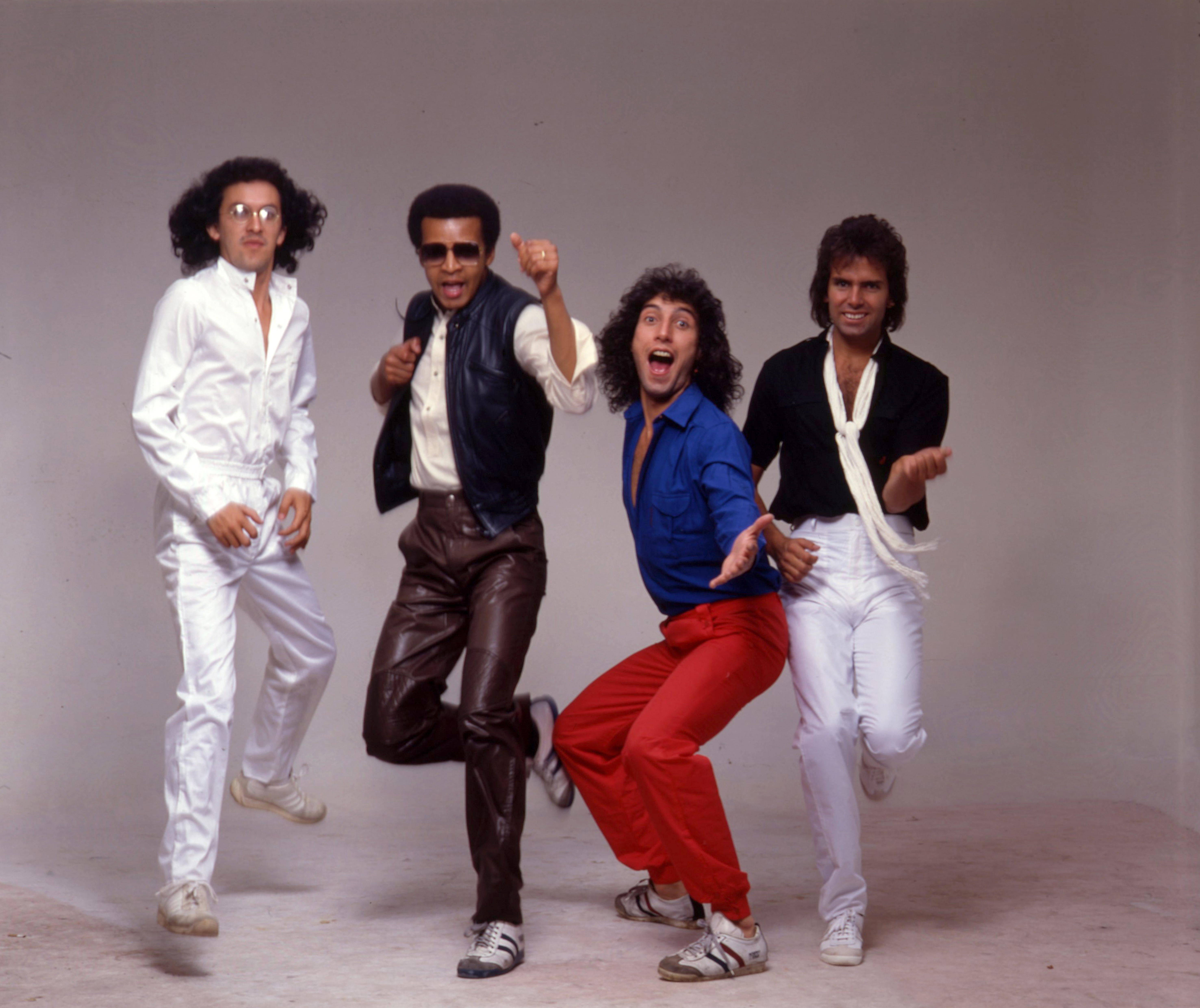
SHIP 1982

Ship  grupo de rock colombiano activo y creado a principios de los años 80, formado por músicos experimentados en el movimiento roquero de su país desde los años 70.

## Historia
La primera formación de la banda de Rock Progresivo SHIP, tiene lugar a mediados de 1979 en Bogotá, Colombia. Hacen parte del grupo el guitarrista Camilo Ferranz (Terrón de Sueños, Génesis), el cantante y teclista Jorge Barco (Crash, Kyrie Eleison, Mr. Merlin), el baterista Joseph Watto y el  bajista Ignacio Pilonieta (Juan Erasmo Mochi, Compañía Ilimitada, Xtres). Esta alineación graba cuatro demos en el estudio de German Antón, y se disuelve cuando Watto y Pilonieta viajan al exterior con un contrato de trabajo a mediano plazo.

En 1980, un grupo de inversionistas Bogotanos llevan a la realidad la visión de dos jóvenes ingenieros de sonido, Mario Sarasty y Enrique Gaviria, de construir en Colombia un estudio de grabación de calibre mundial, naciendo así Fonovisión, actualmente Audiovisión, diseñado por el legendario arquitecto acústico John Storyk, (Electricladyland, George Martin’s Monserrat, Jazz at Lincoln Centre).

Para poner el estudio en funcionamiento, los socios contratan al ingeniero y productor Eddie Krammer, (Jimmy Hendrix, Led Zeppelin, KISS), quien a su vez solicita comprobar las instalaciones con un cuarteto de Rock.

Para este fin Fonovisión contacta a Jorge Barco, con el fin de organizar una banda para dicho propósito. Este a su vez, enlista al guitarrista Alexei Restrepo (Bandido, Flippers, Malanga), y a los recién regresados al país de su contrato en el exterior, el bajista Ignacio Pilonieta y el baterista Joseph Watto, este último reemplazado por el baterista de sesión Mario Restrepo (hermano de Alexei), el día de las pruebas, ante un inconveniente de última hora. Kramer realiza así las comprobaciones del estudio, grabándose las pistas básicas de tres temas, que más adelante serían aprovechadas en la producción del álbum SHIP “Born”.

La experimental banda suena tan bien y la química entre los músicos es tan buena, que a sugerencia y apoyo de Gaviria y Sarasti, se decide grabar el primer álbum del grupo en su recién inaugurado estudio.

El álbum es coproducido por Jorge Barco y  el baterista Joe Galdo, (Foxy, Robert Palmer, Gloria Estefan, etc), se graba en su mayor parte en Fonovisión bajo la ingeniería de Enrique Gaviria y Adolfo Levy, y se finaliza en los destacados estudios de Quadradial y Criteria en Miami, bajo la ingeniería de Jerry Thichava y la masterización de Mike Fuller.

En octubre de 1982 se lanza SHIP “Born”, álbum que supera estándares de calidad, entrando en los primeros lugares de las listas radiales de Colombia. El disco es manufacturado y distribuido por el sello Polydor de Discos Philips de Colombia, gracias a la gestión del entonces Director Artístico del sello, Patrick Mildenberg.

Luego de tres años de presentaciones en su mayoría autogestionadas, que incluyen dos conciertos en el Estadio Alfonso Lopez de Bucaramanga, el CAM en la Feria de Cali, el Palacio de las Exposiciones en Medellín, el Coliseo El Salitre de Bogotá, el Coliseo Rumiñague de Quito y el Coliseo Deportivo de Villavicencio entre otros, el grupo se disuelve en noviembre de 1983, ante las dificultades para sostener un proyecto de Rock en Colombia, en aquellas épocas carente de promotores, infraestructura y poco interés de las disqueras de invertir en el género.

SHIP Nueva Generación.
Después de más de 30 años en el exterior, dedicado a su carrera como piloto de aerolíneas y a varios proyectos musicales, Jorge Barco regresa a Colombia, siendo diagnosticado de enfermedad de Parkinson. En 2016, es contactado por dos talentosos músicos de nueva generación, el baterista Diego Fernando Torres y el guitarrista Raúl Rojas, quienes descubriendo el trabajo de SHIP, proponen reagrupar la banda junto al bajista original Ignacio Pilonieta y el teclista Nahúm Pérez. Un tiempo después se une al grupo el virtuoso guitarrista de sesión Ferney Rodríguez. El guitarrista original, Alexei Restrepo no se hallaba disponible debido a un sinnúmero de compromisos como productor y guitarrista de sesión.

Así volvía una nueva generación de SHIP, banda que se manifiesta llevando a sus conciertos un repertorio original de Rock Progresivo de gran impacto y nivel con temas que van desde el clásico “Born” hasta la actualidad.

Entre sus presentaciones en diversos escenarios en el área de Bogotá, se destacan el Concierto en el Teatro Jorge Eliécer Gaitán, compartiendo escenario con la banda norteamericana Los Lobos en julio de 2016, su inolvidable actuación en Gaira presentados por Carlos Vives en diciembre del mismo año, su participación en la primera versión del Festival Día del Rock Colombia en agosto de 2017, el Festival Rock al Parque 2018 y el Festival Centro 2019.
En noviembre de 2018 la banda lanza de manera independiente su primer álbum en 36 años, SHIP “Beyond the desert” con diez composiciones originales en el género Rock Progresivo, coproducido por Barco y el gran ingeniero y productor Eduardo de Narváez (Shakira, Carlos Vives, Kraken), grabado en prestigiosos estudios de Bogotá, mezclado y masterizado por Germán Villacorta en California, y el cual se ofrece en una edición limitada en CD y en plataformas digitales.

Luego de tres años de actividad, la banda se desintegra a fines de 2019 debido al continuo deterioro de la salud de Barco por la enfermedad de Parkinson, el traslado de Rojas y Pérez por trabajo al exterior, y la prematura muerte por causas naturales del baterista Diego Torres en octubre de ese año.
Cabe añadir que dos meses antes, en septiembre de 2019, fallecía por causas naturales el guitarrista Alexei Restrepo, una leyenda en la historia del Rock en Colombia, quien contribuyera parte del repertorio original de grupo en los 80s y participara como invitado especial en recientes eventos y reuniones puntuales de SHIP.

Miembros:

1980 – 1983

Jorge Barco – Guitarra, teclados y voz líder Alexei Restrepo – Guitarra y coros
Ignacio Pilonieta – Bajo y coros Joseph Watto – Batería y coros

Chris Gross – Batería (para la filmación de un programa de TV en noviembre de 1982)
Mario Restrepo – Batería en una sesión de grabación de tres pistas de “BORN”
Joe Galdo – Batería en sesiones de grabación de ocho temas de “BORN”
Sergio Becerra - Saxo y flauta en sesiones de grabación de dos temas de “BORN” 2016 – 2019
Jorge Barco - Guitarra, teclados y voz líder Raúl Rojas – Guitarra y voz líder
Nahúm Pérez – Teclados y voces Ignacio Pilonieta – Bajo y voces Diego Fernando Torres – Batería Ferney Rodríguez – Guitarra

Mauricio Montenegro – Batería en dos eventos de 2017
Daniel Segura – Baterista de sesión en dos temas de “Beyond the desert”

## Discografía
SHIP “BORN” - Sello Polydor – Lanzado en octubre de 1982
SHIP “BEYOND THE DESERT” - Independiente – Lanzado en noviembre de 2018